# Rock Island (ö i Kenya)
Rock Island är en ö i Kenya.   Den ligger i länet Kajiado, i den sydvästra delen av landet, 90 km sydväst om huvudstaden Nairobi.